# Johan Meeusen
Johan Meeusen (°1969) is hoogleraar aan de Faculteit Rechtsgeleerdheid van de Universiteit Antwerpen (België), waar hij het vak Recht van de Europese Unie doceert.

## Studies
- MA bij de University of California in Berkeley, 1993
- Ph.D. Universiteit Antwerpen, 1997

## Loopbaan
Meeusen publiceerde talrijke artikelen en boeken over vraagstukken van het EU-recht en (Europees) internationaal privaatrecht, en heeft ook uitgebreid les gegeven aan universiteiten wereldwijd.
Van 2008 tot 2016 was professor Meeusen vicerector van de Universiteit Antwerpen. Eerder, tussen 2006 en 2008, was hij decaan van de faculteit Rechtsgeleerdheid.
Professor Meeusen is lid van de European Group for Private International Law (GEDIP/EGPIL) en lid van de International Academy of Comparative Law. In 2002 heeft de Europese Commissie hem ad personam het Jean Monnet-voorzitterschap toegekend.
In het academisch jaar 2016-2017 heeft professor Meeusen een sabbatical verlof gekregen van de Universiteit Antwerpen, om een onderzoeksproject over 'Internationaal privaatrecht in een context van Europese constitutionalisering en multilevel governance' voort te zetten.

## Familie en politiek
Meeusen is gehuwd met CD&V-politica en provinciegouverneur Cathy Berx. Ze hebben twee kinderen.